# آرتور جانسون (مربی فوتبال)
آرتور جانسون (انگلیسی: Arthur Johnson؛ ۱۲ آوریل ۱۸۷۹ – ۲۳ مه ۱۹۲۹) بازیکن فوتبال در پست مهاجم و مربی فوتبال اهل انگلستان بود.

## باشگاهی
از باشگاه‌هایی که در آن بازی کرده‌است می‌توان به باشگاه فوتبال رئال مادرید اشاره کرد. جانسون اول مربی باشگاه رئال مادرید از سال ۱۹۱۰ تا ۱۹۲۰ میلادی بود.